# Holger Szymanski
Holger Szymanski (nacido el 6 de diciembre de 1972 en Görlitz) es un político alemán del Partido Nacionaldemócrata de Alemania (NPD). Desde enero de 2013 hasta julio de 2015 se desempeñó como presidente regional del NPD en Sajonia. De enero a septiembre de 2014 fue miembro del Landtag de Sajonia. Para la elección estatal de 2014 fue el candidato cabeza de lista del NPD.

## Biografía
Szymanski estudió derecho, historia y ciencias políticas en la Universidad Técnica de Dresde.
Entre 1986 y 1989, fue miembro de la Juventud Libre Alemana. En febrero de 1990, se unió a las juventudes del Partido Socialdemócrata de Alemania (SPD), pero las abandonó al año siguiente. De 1993 a 1995 fue miembro del partido Die Republikaner.
Desde 2004, Szymanski es miembro del NPD, habiéndose desempeñado como miembro del ayuntamiento de la ciudad de Dresde durante algunos años.
Szymanski se desempeñó desde octubre de 2004 hasta abril de 2007 como portavoz de prensa del NPD en el parlamento sajón. Entre octubre de 2006 y abril de 2007 se desempeñó como director general adjunto de la fracción nacionaldemócrata en el Landtag. Entre mayo de 2007 y junio de 2008, fue editor jefe del periódico del NPD, Deutsche Stimme.
Szymanski asumió la presidencia del NPD Sajonia en enero de 2013 y en enero de 2014 cubrió un asiento vacante en el Landtag sajón. Este escaño había pertenecido a Holger Apfel, quien había renunciado a su escaño en el Parlamento y también al NPD. En las elecciones estatales de Sajonia de 2014, Szymanski fue el candidato líder del NPD.  Sin embargo, el NPD perdió su representación parlamentaria ya que obtuvo el 4.95% de los votos.
 En julio de 2015 fue reemplazado como presidente regional del NPD sajón por Jens Baur.